# HMS Bedford (1775)
HMS Bedford (1775) — 74-пушечный линейный корабль 3 ранга Королевского флота, второй корабль Его величества, названный в честь  Вильяма Рассела, герцога Бедфорда, а не города Бедфорд.
Заказан 12 октября 1768 года. Спущен на воду 27 октября 1775 года на королевской верфи в Вулвиче.

## Служба

### Война за независимость США
1780 — капитан Эдмунд Аффлек (англ. Sir Edmund Affleck); был при мысе Финистерре и в Битве при лунном свете. Затем входил в эскадру вице-адмирала Арбютнота; был при мысе Генри.
1782 — был при Сент-Китсе и при островах Всех Святых.
1783 — летом выведен в резерв в Портсмуте.

### Французские революционные войны
1795 — капитан Дэвидж Гулд (англ. Davidge Gould), Средиземное море. 14 марта, в составе эскадры вице-адмирала Хотэма, у Генуи взял Ça Ira и Censeur. Потери Bedford были 7 человек убитыми и 18 ранеными. Также принимал участие в стычке с Тулонским флотом 13 июля.
1796 — капитан Август Монтгомери (англ. Augustus Montgomery), Средиземное море. Вернулся в Англию в октябре с конвоем. Во время встречи с французской эскадрой у мыса Сент-Винсент приз Censeur был отбит французами.
1797 — капитан Томас Байярд (англ. Thomas Byard); был при Кампердауне.
1799 — в резерве в Плимуте.
1800 — превращен в плавучую тюрьму.

### Наполеоновские войны
1805 — плавучая казарма в Плимуте.
1807 — оснащение в Плимуте в октябре, когда унтер-офицеры и экипаж HMS Bellerophon были переведены на Bedford. Повторно введен в строй капитаном Джеймсом Уокером (англ. James Walker), с приказом присоединиться к контр-адмиралу сэру Сиднею Смиту для сопровождения португальской королевской семьи из Лиссабона в Рио-де-Жанейро, где они находились под защитой британской эскадры.
Marlborough, London, Monarch и Bedford, а также восемь португальских линейных кораблей, четыре фрегата, два брига и шхуна, в сопровождении большого флота торговых судов, достигли Рио через 14 недель, 7 марта 1808 года.
Сэр Сидней Смит имел приятный дом на берегу реки под названием Чакра Браганца, но на кораблях, стоявших в Рио, жаловались на въедливую жару и были рады крейсерствам к мысу Фрио или к устью реки Ла-Плата.
1808−1809 в Бразилии временным капитаном Bedford ненадолго стал Адам Маккензи (англ. Adam Mackenzie) с President.
1811 — с эскадрой у Флиссингена.
1812 — у Текселя.

### Война 1812 года
В сентябре 1814 капитан Уокер принял командование эскадрой, приняв на борт авангард армии генерал-майора Кина (англ. Keane) посланной против Нового Орлеана.
14 декабря шлюпки Bedford участвовали в нападении на пять американских канонерских лодок, стоявших на якоре возле острова Святого Иосифа. Один матрос был убит, а лейтенанты Франклин (англ. John Franklin) и Этоу (англ. H.G. Etough), и штурманский помощник Джеймс Хантер (англ. James Hunter) ранены.
Bedford прибыл к островам Шанделье 8 февраля 1815 года; войска начали высадку 16-го. Так как сэр Александр Кокрейн (англ. Alexander Cochrane) и контр-адмиралы Малькольм (англ. Malcolm) и Кодрингтон были на берегу с армией, равно как и большинство офицеров и 150 человек из команды Bedford, капитан Уокер остался старшим офицером линейных кораблей. Из-за мелководья они остановились в 100 милях от места боя.
После заключения мира Bedford с HMS Iphegenia отправился на Ямайку, где подобрал отходящий в Англию конвой.
1816 — в резерве в Портсмуте.
Отправлен на слом и разобран в 1817 году.